# Carlo Sforza

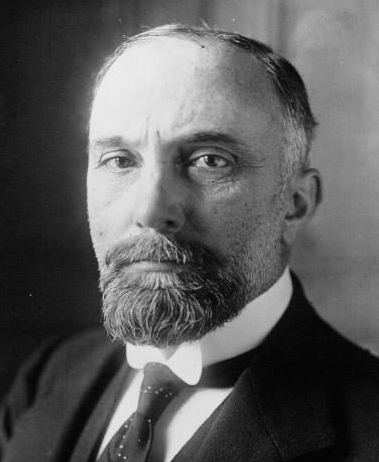
Carlo Sforza (1921)

Carlo Sforza (* 24. September 1872 in Montignoso, Provinz Massa-Carrara; † 4. September 1952 in Rom) war ein italienischer Diplomat und Politiker (PRI). Er war von 1920 bis 1921 und von 1947 bis 1951 Außenminister Italiens.

## Leben und Wirken
Carlo Sforza entstammte einer Seitenlinie der einst einflussreichen Adelsfamilie Sforza, sein Vater war der Historiker Giovanni Sforza. Nach dem Jurastudium an der Universität Pisa trat er 1896 in den diplomatischen Dienst seines Heimatlandes ein. Er diente nacheinander in den italienischen Vertretungen in Kairo, Paris, Konstantinopel, Peking und Bukarest, 1906 wurde er Erster Legationssekretär in Madrid und vertrat Italien auf der Algeciras-Konferenz. 1908 wurde er erneut nach Konstantinopel entsandt (wo im selben Jahr die Jungtürken die Macht übernahmen), 1909 wurde er Botschaftsrat in London, im Jahr darauf Generalkonsul in Budapest. In Wien heiratete er 1911 die belgische Gräfin Valentine Errembault de Dudzeele (1875–1969), mit der er eine Tochter und einen Sohn bekam. Von 1911 bis 1915 war Carlo Sforza Geschäftsträger in Peking, wo in dieser Zeit das Kaisertum abgeschafft und die Republik China ausgerufen wurde. Während des Ersten Weltkriegs war er von 1916 bis 1918 Gesandter in Serbien, das wie Italien auf der Seite der Entente stand. Nach Kriegsende wurde er Ende 1918 als Hochkommissar für die Umsetzung des Waffenstillstands mit dem Osmanischen Reich abermals nach Konstantinopel entsandt.
Sforza wurde im Juni 1919 Staatssekretär im Außenministerium und im August desselben Jahres Mitglied des Senato del Regno. Im Juni 1920 übernahm er im fünften Kabinett des Liberalen Giovanni Giolitti das Amt des Außenministers. Er wurde durch einen Grenzziehungsvorschlag (Sforza-Linie) bei der Teilung Oberschlesiens zwischen Polen und dem Deutschen Reich im Jahre 1921 bekannt, der die französischen Interessen widerspiegelte und der auch umgesetzt wurde. Sforza setzte sich für eine Aussöhnung mit Jugoslawien ein und war insbesondere in der Auseinandersetzung um Rijeka (Freistaat Fiume) kompromissbereit. Dadurch geriet er in der italienischen Öffentlichkeit unter Druck, insbesondere von Seiten der Anhängerschaft Benito Mussolinis. Im Juni 1921 trat die Regierung Giolitti zurück, womit auch Sforzas Amtszeit als Minister endete. 1922 wurde Sforza als Nachfolger von Lelio Bonin Longare Botschafter in Paris, gab diese Stelle jedoch schon nach wenigen Monaten wieder auf, da er nach Mussolinis Marsch auf Rom den neuen faschistischen Machthabern nicht dienen wollte. International rief dieser Schritt, ebenso wie der folgende gleichlautende Entschluss des Botschafters in Berlin, Frassati, großes Aufsehen hervor. 1927 musste Sforza ins Exil gehen, das er in Frankreich, England, der Schweiz und ab 1940 in den USA verbrachte. In dieser Zeit entwarf er Pläne für eine zentraleuropäische und mittelmeerländische Föderation.
Bereits im Oktober 1943 kehrte Sforza nach Italien zurück. Als Minister ohne Geschäftsbereich gehörte er von April bis November 1944 den Regierungen unter Pietro Badoglio und Ivanoe Bonomi an. 1945 übernahm er den Vorsitz der Consulta Nazionale (ein von der Regierung ernanntes Übergangsparlament), 1946 trat er dem Partito Repubblicano Italiano bei und wirkte maßgeblich an der Abdankung von König Viktor Emanuel III. mit. Im Juni desselben Jahres wurde er in die Verfassunggebende Versammlung gewählt. Von Februar 1947 bis Juli 1951 bekleidete er unter Ministerpräsident Alcide De Gasperi das Amt des Außenministers. Kurz nach seinem Amtsantritt 1947 unterzeichnete er in Paris den Friedensvertrag zwischen Italien und den alliierten Siegermächten und erreichte im selben Jahr die Teilnahme Italiens am Marshallplan. 
Sforza war ein Anhänger eines föderalen Europas, für das er 1948 in seiner Rede Come fare l’Europa („Wie man Europa macht“) an der Ausländeruniversität Perugia warb, und der Einbindung Italiens in das westliche Bündnissystem. Er setzte sich für den Beitritt seines Landes als Gründungsmitglied zur Organisation für europäische wirtschaftliche Zusammenarbeit (OEEC, 1948), zur NATO (1949), zum Europarat (1949) und zur Europäischen Gemeinschaft für Kohle und Stahl (Montanunion, 1951) ein. 1949 entwickelte er mit seinem britischen Amtskollegen Ernest Bevin den Bevin-Sforza-Plan zur Aufteilung der unter UN-Treuhandschaft stehenden ehemaligen italienischen Kolonie Libyen. Von 1948 bis zu seinem Tod war Sforza Senator. Im Kabinett De Gasperi VII war er von Juli 1951 bis zu seinem Lebensende Minister im Ministerratspräsidium, zuständig für europäische Angelegenheiten.
Die Königliche Akademie von Belgien nahm ihn 1948 als assoziiertes Mitglied auf.